# Ron Davis
Ron Davis – kanadyjski pianista jazzowy i kompozytor pochodzenia żydowskiego zamieszkały w Toronto (Kanada).

## Życiorys
Dziadkiem Rona Davisa, ze strony matki, był Józef Ładowski, właściciel  restauracji przy ulicy Gnojnej w Warszawie, znanej z przedwojennej piosenki pt. Bal na Gnojnej. Jego ojciec, zmarły w 2010 r., miał pochodzenie węgiersko-rumuńskie. Rodzice pobrali się po wyjściu z obozu koncentracyjnego. Davis marzył o studiach w zakresie filologii romańskiej, ale rodzice nalegali na studia prawnicze. Kompromisem było prawo wykładane po francusku na Uniwersytecie Ottawskim, które studiował w latach 1979-1982. W roku 1984 został adwokatem. W latach 1986–1993 studiował filologię francuską na University of Toronto, a następnie obronił z wyróżnieniem doktorat w zakresie językoznawstwa dotyczący semantyki czasu. Na tej uczelni został zatrudniony na stanowisku asystenta. 
Po klasycznych studiach w Royal Conservatory of Music, kontynuował studia pod kierunkiem  Darwyna Aitkena. Davis znany jest ze swoich szeroko zakrojonych zainteresowań muzycznych. Wydał dziewięć płyt. Najnowszą jest Symphronica (2013;  Acronym/Universal Music), to fuzja jazzu i muzyki klasycznej wykonywana z Windsor Symphony Orchestra pod przewodnictwem Johna Morrisa Russella. Uczestnik Festiwalu Kultury Żydowskiej Warszawa Singera.